# 姫路市立琴丘高等学校
姫路市立琴丘高等学校（ひめじしりつ ことがおかこうとうがっこう）は、兵庫県姫路市今宿にある市立高等学校。

## 教育目標
校訓の「誠実　勤勉　友愛」の精神を根幹に、知・徳・体のバランスのとれた教育を展開し、時代の変化に的確に対応できる能力を育み、家庭や地域の人々から愛され、信頼される市民の育成をめざす。次の3項目を同校教育の重点目標とする。
1. 信頼される学校
2. こころの教育の充実
3. 生きる力の育成

## 他高校との統合
2026年度より、姫路高校、琴丘高校、飾磨高校の３校が合併し、統合校が開校する予定である。
上記３校は2025年度まで入学者を募集し、それ以降は募集を停止する予定。
統合校の場所は旧姫路中央卸売市場の場所に設置される予定であるが、2026年度の開校には間に合わない為、統合校の校舎が完成するまでは姫路高校の校舎を使用することが決まっている。

## 部活動
同校は県内公立高校の中で部活動が盛んな部類にある。バレーボール部男子は全国高校総体全国制覇の経験があり、軟式テニス部はここ数十年ほぼ毎年インターハイに出場している。播戸竜二や増川隆洋らを輩出したサッカー部がある。
2013年3月、第36回全日本アンサンブルコンテスト高校の部において吹奏楽部がクラリネット八重奏で金賞受賞。
2016年3月、第39回全日本アンサンブルコンテスト高校の部において吹奏楽部がクラリネット八重奏で銀賞を受賞している

## 校歌、校訓

### 校歌
校歌制定日　昭和27年2月15日
- 作詞者　西條八十
  - 校歌作詞のきっかけは、当時の同校関係者の直接依頼によるものだが、西條八十と早稲田大学文学部で同級生であった、第七代校長沖塩徹也の尽力もあったとされる。
- 作曲者　古賀政男
  - 国民栄誉賞を授与された彼がなぜ同校の校歌作曲をしたかといういきさつは、作詞者西條八十との深いつながりによるものである。

### 応援歌
同校には校歌とは別に応援歌というものが存在している。
- 作詞者：荒木良雄
  - 彼は同校の応援歌だけではなく、姫路市内の新制中学校数校の校歌作詞者としても名を残している。
- 作曲者：伊熊良穂
  - 同校応援歌作曲に至る経緯についてはさだかではないが、同校音楽関係者の努力の賜物によるものか、あるいは作詞者、荒木良雄の同額の縁による紹介のいずれかであろう。

### 校訓
誠実・勤勉・友愛

### 校訓碑
平成5年度に、同校創立80周年を記念して、第13代校長長岡四郎の発案・企画により、立派な校訓・校訓碑が建設された。正面玄関西端、生徒が朝の光に歩みを止める場所に設けられている。第5代校長東谷実慶の作られた「誠実　勤勉　友愛」の校訓と、作詞者西條八十、国民栄誉賞を授与された作曲者古賀政男両名直筆の歌詞と楽譜の銅板が、今まさに飛翔せんとする白鷺にイメージ化された御影石に刻まれている。また、「青春の時を大切に」の願いを込めて時計塔を併置し、同校の誇り「昭和30年全日本高校バレーボール選手権大会男子の部全国制覇のモニュメント」も、同じ場所に移設された。

## 沿革
現校舎所在地は、大東亜戦争（太平洋戦争・第二次世界大戦）末期に帝國陸軍第10技術研究所として使われた元国有地を活用したものである。
姫路市立実科女学校
- 大正2年
  - 4月1日 姫路市立実科女学校として姫路市本町に創設する。

姫路市立女子技芸学校
- 大正4年
  - 4月1日 姫路市立女子技芸学校に組織変更する。

姫路市立高等女学校
- 大正14年
  - 3月13日 姫路市立高等女学校に校名変更し姫路市大蔵前町へ移転する。
  - 本科、補修科、実科を置く。
- 大正15年
  - 6月16日 実科を廃止する。
- 昭和3年
  - 4月7日 本科定員を600名とする。
- 昭和13年
  - 3月28日 本科定員を800名とする。
  - 12月28日 校舎を新築し姫路市今宿字車崎1635番地に移転。
- 昭和16年
  - 5月3日 修業年限5ヶ年とし、定員を1,000名とする。
- 昭和18年
  - 3月31日 補修科を廃止する。
  - 4月1日 文部省により修業年限を4ヶ年に改正。

姫路市立第一高等女学校
- 昭和21年
  - 4月1日 姫路市立第一高等女学校と校名変更とし5年制実施により　定員1,250名となる。

姫路市立琴丘高等学校
- 昭和23年
  - 4月1日 学制改革により姫路市立琴丘高等学校と校名変更し男女共学となる。普通科・家庭科・商業科を設置し、3年制21学級、定員1,050名となる。
- 昭和29年
  - 2月12日 同校創立40周年記念式典を挙行する。
- 昭和30年
  - 2月12日 全日本高校バレー選手権大会男子の部で優勝する。
  - 11月2日 第10回国体バレーボール高校男子の部に優勝する。
- 昭和33年
  - 7月16日 生徒定員が増え1,200名となる。
- 昭和35年
  - 4月1日 家庭科を廃止し、普通科に編入。
- 昭和36年
  - 4月1日 商業科の生徒募集を停止する。
- 昭和37年
  - 4月1日 普通科を1学級増やし、入学生徒定員が7学級350名となる。
- 昭和38年
  - 3月31日 商業科を廃止する。
  - 4月1日 普通科を2学級増やし、入学生徒定員が9学級450名となる。
  - 11月9日 創立50周年記念式典を挙行する。
- 昭和39年
  - 4月1日 生徒急増対策の一環として普通科を3学級増やす。
- 昭和40年
  - 2月27日 同校東側校舎（延面積108,4平方cm）を焼失する。
  - 4月1日 生徒急増対策の一環として普通科を2学級増やす。
- 昭和41年
  - 9月14日 入学生徒定員が9学級459名となる。
  - 大東亜戦争期に第10陸軍技術研究所として使われた、姫路市今宿668番地の現在地に全面移転することが決定。新築工事起工式が新校地でとりおこなわれる。
- 昭和42年
  - 4月1日 入学生徒定員が9学級432名となる。
- 昭和43年
  - 4月1日 入学生徒定員が9学級414名となる。
- 昭和44年
  - 4月1日 入学生徒定員が8学級360名となる。
  - 9月1日 現在地である姫路市今宿668番地へ全面移転する。
  - 生徒食堂の新築工事完成する。
- 昭和45年
  - 9月4日 講堂兼体育館竣工式を挙行する。
- 昭和47年
  - 8月9日 プール竣工式並びにプール開きをする。
- 昭和49年
  - 3月1日 校門を竣工する。
  - 11月23日 しらさぎ会館竣工式が挙行される。
- 昭和50年
  - 2月28日 格闘場、部室並びに天文台の新築工事が完成する。
- 昭和58年
  - 3月22日 LL設備の一式取りかえ工事が完成する。
  - 4月1日　入学生定員が8学級376名になる。
  - 9月11日 創立70周年記念式典を挙行し、記念庭園を竣工する。
- 昭和59年
  - 11月20日 国旗掲揚柱が完成する。
- 昭和61年
  - 3月26日 セミナーハウス（洗心寮）・モニュメント調和の門を竣工。
  - 自転車置き場を増設する。
  - 4月1日 英語科を1学級定員47名で開設する。
  - 普通科定員を7学級329名とする。
  - 8月31日 特別教室棟校舎内装工事が完了し、英語科特別教室設置し工芸教室を美術教室に改造する。
- 昭和62年
  - 8月2日 - 8月4日 北海道インターハイソフトテニス女子団体に出場する。
- 昭和63年
  - 8月31日 普通教室改修の床・窓枠の工事が完了する。
- 平成元年
  - 3月25日 校門を改修、校内道路の改修工事が完了する。
  - 3月30日 中運動場方面緑化、洗心寮前緑化工事が完了する。
- 平成3年
  - 1月16日 アメリカ合衆国フェニックス市セントラルハイスクールと姉妹校提携をする。
  - 2月8日 体育館の改修工事が完了する。
  - 4月1日 入学生徒定員が8学級360名となる。
  - 8月6日 静岡インターハイソフトテニス女子個人に4位で入賞する。
- 平成4年
  - 4月1日 入学生徒定員が8学級320名となる。
  - 4月28日 第二音楽室の竣工式が挙行される。
  - 8月6日 宮崎インターハイソフトテニス女子団体に4位で入賞する。
- 平成5年
  - 8月6日 栃木インターハイソフトテニス女子個人に3位で入賞し、団体にも出場する。
  - 8月17日 創立80周年記念の第1回アデレード語学研修団が日本を発つ。
  - 11月7日 創立80周年記念式典を挙行。本校卒業生で松下電器産業（現・パナソニックホールディングス）社長だった森下洋一を招いて記念講演を行う。また創立80周年記念事業の一環として校歌碑除幕式が行われた。
- 平成6年
  - 3月31日 全国高校選抜ソフトテニス大会に男子団体と女子団体で出場する。
  - 4月23日 プールの改築と下運動場全面改修の竣工式が執り行われる。
  - 8月1日 - 8月7日 富山インターハイソフトテニスに男子団体と女子団体で出場する。
  - 12月1日 中運動場の防球ネットを新設する。
- 平成7年
  - 1月5日 テニスコートの夜間照明の設備が完了する。
  - 1月20日 洗心寮庭園の設備工事が完了する。
  - 2月17日 下運動場の防球ネットを新設する。
  - 3月31日 洗心寮の全面改修工事が完了する。
  - 8月1日 家庭科講義室を改造したコンピューター教室の設備改線工事と洗濯室のコンピューター準備室への改造が完成する。
- 平成8年
  - 8月2日 - 8月8日 山梨インターハイソフトテニスに男子団体と女子団体で出場し、女子団体が5位に入賞する。　
  - 10月15日 自転車置場の照明を設置する。
  - 12月27日 部室の外観改修工事が完了する。
- 平成9年
  - 3月29日 - 3月30日 全日本高校選抜ソフトテニス大会に女子団体が出場する。
  - 6月11日 別所谷左岸の岩山落石防止工事が完了する。
  - 7月11日 保健室のクーラーを設置する。
  - 8月6日 - 8月8日 京都インターハイソフトテニスに男子団体と女子団体で出場し、女子団体が3位に入賞する。
- 平成10年
  - 2月3日 駐輪場の改修工事が完了する。
  - 2月6日 テニスコートの夜間照明を設置する。
  - 2月26日 中運動場の全面改修工事と道路周辺の整備工事が完了する。
  - 7月23日 全国高校放送コンテストテレビ番組制作第2部門で5位に入賞する。
  - 12月28日 アーチェリー場と第2音楽室前の舗装工事が完了する。
- 平成11年
  - 1月21日 体育館床の改修工事が完了する。
  - 2月21日 武道館床の改修工事が完了する。
  - 7月22日 NHK杯全国高校放送コンテスト 全国大会に出場する。
  - 8月6日 - 8月8日 岩手インターハイソフトテニス女子個人に出場する。
  - 11月2日 サッカー練習場の夜間照明が完成する。
  - 11月24日 - 11月25日 第54回国体ソフトテニス競技少年少女の部に出場する。
- 平成13年
  - 3月31日 食堂への渡り廊下全面改修工事完了する。
  - 8月3日 - 8月4日 第25回全国高等学校総合文化祭に美術工芸部門で参加する。
  - 10月13日 - 10月18日 第56回国体バスケットボール競技少年少女の部に出場する。
  - 10月25日 しらさぎ会館の空調設備改修工事が完了する。
- 平成14年
  - 2月1日 武道場の内部改修工事が完了する。
- 平成15年
  - 1月28日 鉄棒（高・低）の改修工事が完了する。
  - 3月5日 洗心寮のボイラー改修工事が完了する。
  - 4月1日 英語科を国際文化科と改め定員40名の1学級で開設する。
  - 8月3日 - 8月7日 長崎インターハイなぎなた大会個人に出場する。
  - 8月4日 - 8月8日 長崎インターハイソフトテニス大会男子個人に出場する。
  - 8月8日 - 8月9日 第26回全国高等学校総合文化祭に美術工芸部門で参加する。
  - 9月4日 職員室に空調設備を設置する。
  - 9月30日 LL教室の改修工事が完了する。
- 平成16年
  - 3月2日 調理室の改修工事が完了する。
  - 7月30日 - 7月31日 第27回全国高等学校総合文化祭に美術工芸部門で参加する。
  - 7月31日 - 8月4日 島根インターハイソフトテニス女子個人に出場する。
  - 8月4日 - 8月8日 島根インターハイソフトテニス男子個人に出場する。
- 平成17年
  - 1月12日 3年生の教室窓枠改修工事が完了する。
  - 3月11日 中運動場の排水工事が完了する。
  - 8月25日 普通教室塔（A塔）の窓枠改修工事が完了する。
  - 9月20日 特別教室塔（C塔）の耐震改修工事が完了する。

## 主な出身者
- 森下洋一（実業家、元松下電器産業社長）
- 播戸竜二（サッカー元日本代表）
- 増川隆洋（元サッカー選手）
- 藤原虹気（元野球選手）
- 藤城和明（元野球選手）
- 笑福亭喬路（落語家）